# Torre del Tramarill
La torre del Tramarill, també coneguda en italià com a torre Tamerice, és una torre costanera sarda situada al promontori homònim prop de Tramarill, un llogaret de l'Alguer.

## Història
La torre es va construir a partir del 1585 a instàncies dels catalanoaragonesos, per tal de contrarestar i desincentivar les invasions dels sarraïns, i probablement es va acabar entre el 1588 i el 1590; es va erigir en un promontori que s'estenia entre les badies de Port del Comte i Dragunara, a una altitud que permetia la visibilitat de les torres Nova, del Bol, de la Penya e del Lliri; l'estructura pertanyia a la categoria de senzilles, és a dir, s'utilitzava com a defensa lleugera.

## Descripció

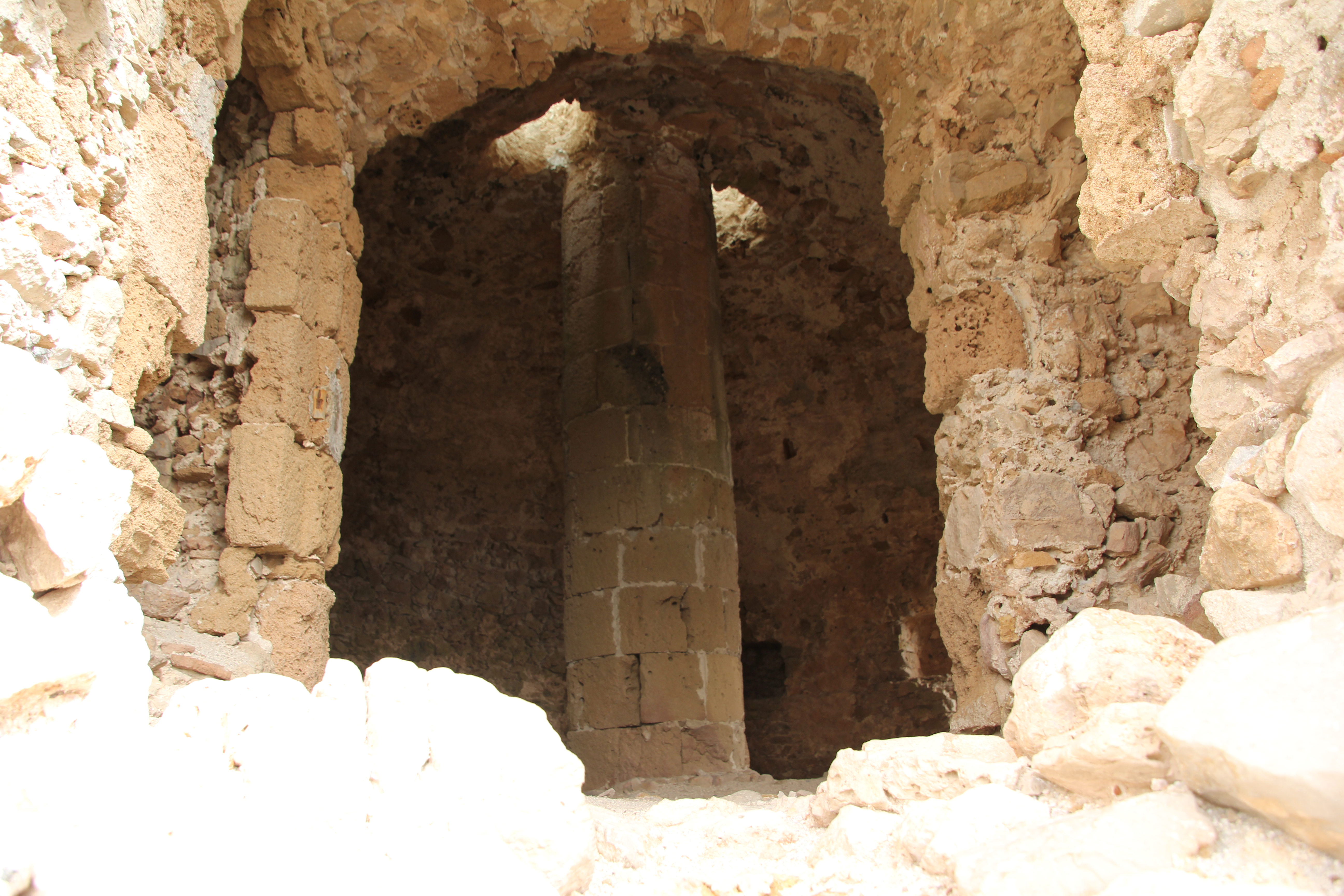
Interior de la torre

La torre cilíndrica, de base troncocònica, es desenvolupa sobre una planta circular amb un diàmetre de 14 m.
Completament feta de pedra calcària, l'estructura s’aixeca a la part superior d’un promontori rocós accessible per un camí; d’uns 11 m d’alçada, té una única entrada situada a 5 m d’altitud, precedida de les ruïnes d’un petit revellí; a la part superior, sobresurten de l'estructura les restes de quatre torres de vigilància.
A l'interior hi ha una sola habitació de planta circular, coberta per una cúpula sostinguda per un gran pilar central cilíndric; la sala està il·luminada per unes obertures de maó d'arc apuntat, realitzades en el període següent a la construcció de la torre, i alberga una xemeneia i alguns nínxols destinats a allotjar petites peces d’artilleria; la gran sala condueix a la cisterna i, pujant per una escala de cargol, a la terrassa panoràmica del terrat, sobre la qual hi ha traces de quatre canons.